# Felicity Jones
Pour les articles homonymes, voir Jones.
Felicity Jones [fəˈlɪsɪti d͡ʒəʊnz], née à Birmingham le 17 octobre 1983, est une actrice britannique.
Elle est révélée en 2011 par le drame indépendant À la folie, dont elle partage l'affiche avec Anton Yelchin, sous la direction de Drake Doremus. 
Cependant, c'est en incarnant trois ans plus tard l'autrice Jane Wilde Hawking dans le film biographique  Une merveilleuse histoire du temps, de James Marsh, adapté des mémoires de cette dernière qu'elle confirme son talent. Pour ce film, elle reçoit sa première nomination aux Oscars  dans la catégorie : meilleure actrice, aux côtés de son partenaire Eddie Redmayne, en 2015. Il se retrouveront quatre ans plus tard sur un autre biopic avec le film The Aeronauts. En 2018, elle porte cette fois seule un nouveau , Une femme d'exception, où elle incarne Ruth Bader Ginsburg.
Parallèlement, elle participe à plusieurs blockbusters : The Amazing Spider-Man : Le Destin d'un héros (2014), Inferno et surtout Rogue One: A Star Wars Story (2016), dont elle est l'héroïne, Jyn Erso. 
En 2025, elle fait un retour remarquée aux côtés d'Adrien Brody dans le film dramatique The Brutalist de Brady Corbet pour lequel elle obtient sa deuxième nomination aux Oscars, cette fois dans la catégorie : meilleure actrice dans un second rôle. 

## Biographie

### Carrière

#### Débuts et révélation télévisuelle (1996-2007)
Elle apparaît pour la première fois à l'écran en 1996, dans un téléfilm anglais pour la jeunesse, The Treasure Seekers, centré sur les aventures d'une bande de jeunes enfants.
Trois ans plus tard, elle décroche son second rôle, Edith Aigreur (Ethel Hallow en anglais), la « méchante de l'école » dans la première saison de la série Amandine Malabul (The Worst Witch / La Pire des sorcières), la fait connaître du grand public britannique. Elle n'a alors que 16 ans, et se concentre ensuite sur ses études, laissant l'actrice Katy Allen la remplacer pour les saisons 2 et 3. Elle ne reprend le rôle qu'en 2002, pour la série dérivée Weirdsister College (en).
Elle poursuit dès l'année suivante avec une mini-série à costumes, Servants, avant de retourner terminer ses études supérieures.
En 2007, elle revient dans un rôle exposé : celui de Catherine Morland dans Northanger Abbey, téléfilm tiré du roman du même nom de Jane Austen. Et la même année, elle arrive à Hollywood avec un rôle principal dans la série Meadowlands, menée par David Morrissey. Le programme est cependant un échec critique et commercial et ne dépasse pas huit épisodes.

#### Progression en Angleterre (2008-2013)

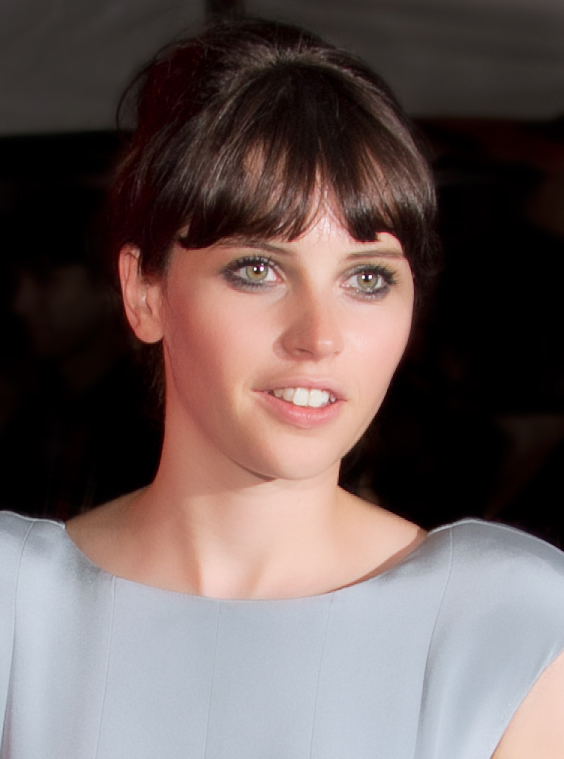
Felicity Jones au Festival international du film de Toronto 2011, pour la première de Like Crazy.

En 2008, la jeune comédienne poursuit son ascension en Angleterre : d'abord en évoluant au sein de la distribution du drame Flashbacks of a Fool, aux côtés de Daniel Craig et Mark Strong ; puis, en tenant un rôle secondaire dans un autre film à costumes, Retour à Brideshead, dont les têtes d'affiche sont Matthew Goode, Ben Whishaw et Hayley Atwell. Enfin, elle participe à un épisode de la saison 4 de la série culte, Doctor Who, intitulé Agatha Christie mène l'enquête.
En 2009, elle prête ses traits à Margot Frank dans l'adaptation sous forme de mini-série, : Le Journal d'Anne Frank. La même année, elle est sur grand écran dans la comédie dramatique Chéri, de Stephen Frears, avec Michelle Pfeiffer et Kathy Bates.
L'année 2010 lui permet enfin de s'extirper des films en costumes et des rôles de petite fille : elle tient en effet l'un des rôles principaux de la comédie dramatique musicale Soulboy ; et tient le premier rôle féminin de la comédie Cemetery Junction, essai cinématographique des spécialistes de la comédie télévisée, Stephen Merchant et Ricky Gervais. Enfin, elle retente sa chance à Hollywood, en faisant partie de la distribution internationale réunie par la scénariste et réalisatrice Julie Taymor pour son ambitieux drame The Tempest. Cette grosse production connait néanmoins un échec critique et commercial.
C'est finalement un film indépendant qui la lance. En 2011, elle partage en effet l'affiche du drame américain Like Crazy, de Drake Doremus, avec le jeune Anton Yelchin. Ce long-métrage en grande partie autobiographique pour le cinéaste, et dont les dialogues sont en grande partie improvisés, est multirécompensé et confirme le talent de ses jeunes acteurs et actrices.
Du côté de l'Angleterre, l'actrice évolue dans un registre plus léger avec la comédie romantique Chalet Girl , face à l'acteur britannique Ed Westwick. Enfin, elle fait partie de la distribution principale du drame anglais Albatross. En l'espace de ces trois films, la jeune actrice s'extirpe des films en costumes et s'impose comme capable d'incarner des femmes contemporaines et fortes, derrière une apparente fragilité. Parallèlement, elle tient un rôle à la télévision, dans le téléfilm thriller évènement Page Eight, porté par Rachel Weisz.
À partir de 2011, elle se concentre en effet sur le cinéma. En 2011, elle fait partie de la distribution de la satire anglaise Oh My God !, puis en 2012 elle figure en star dans la comédie dramatique néo-zélandaise Cheerful Weather for the Wedding. Enfin, en 2013, elle retrouve Drake Doremus, pour incarner une tentatrice dans le thriller psychologique Breathe In.

#### Percée hollywoodienne (depuis 2013)

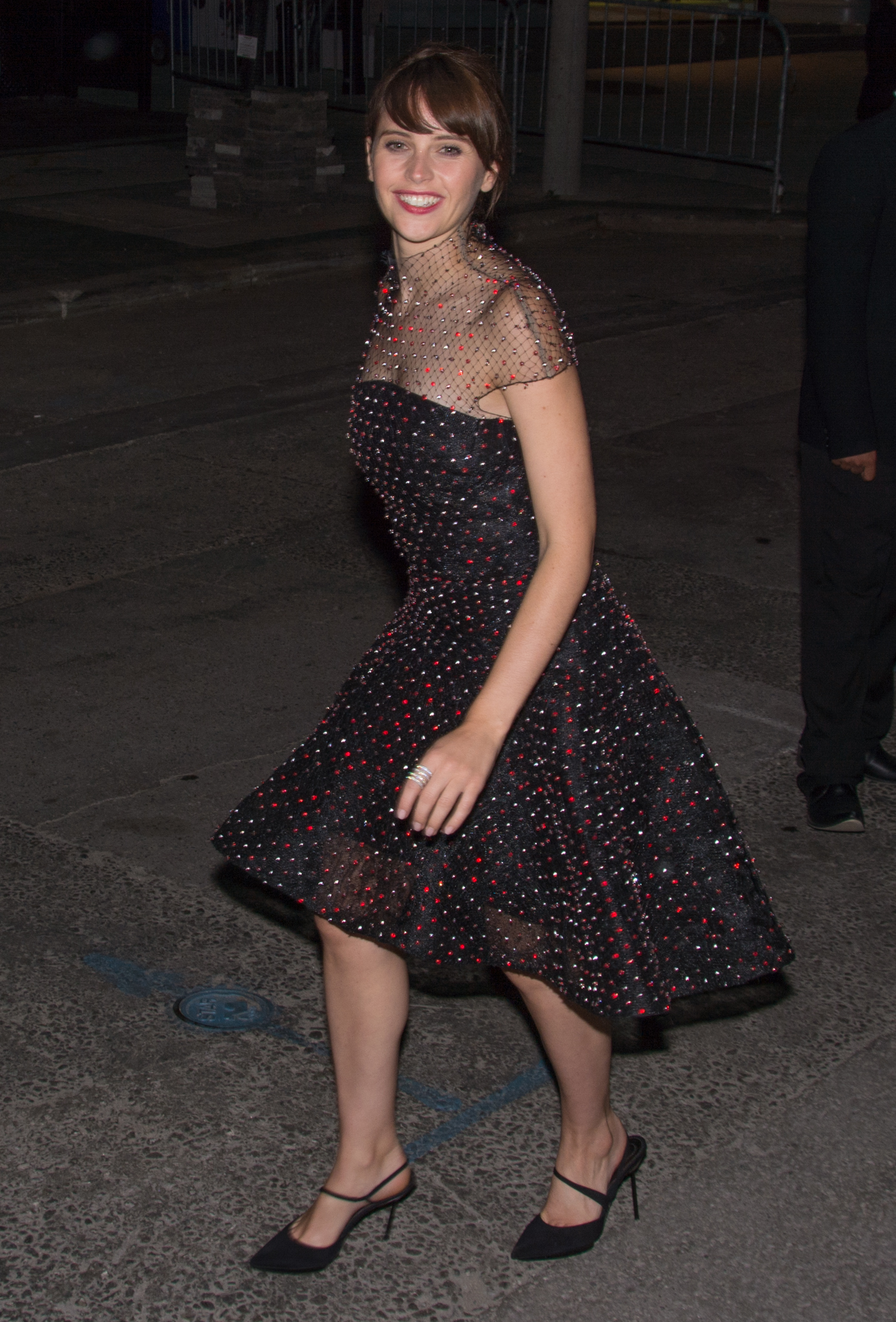
L'actrice au Festival international du film de Toronto 2014, pour la présentation de Une merveilleuse histoire du temps.

L'année 2013 est aussi marquée par la sortie du drame historique britannique The Invisible Woman, mise en scène par l'acteur Ralph Fiennes. Ce biopic consacré à Charles Dickens permet à la comédienne de donner la réplique à Kristin Scott Thomas et Tom Hollander.
Parallèlement, elle est choisie pour prêter ses traits à Felicia Hardy dans le blockbuster des studios Sony, The Amazing Spider-Man : Le Destin d'un héros. Le personnage, encore mineur, est destiné à être développé dans de futures suites. Cependant, le film connait un flop critique et la destinée de la franchise est désormais en partie confiée aux studios Disney, conduisant à faire table rase des films précédents. En 2018, Sony lance un nouvel univers cinématographique centré sur les personnages de comics liés à Spider-Man avec le film Venom de Ruben Fleischer et Jones confie dans une interview qu'elle aimerait reprendre le rôle du personnage.
La comédienne doit sa reconnaissance hollywoodienne à un autre projet, réalisé par son compatriote James Marsh : le biopic Une merveilleuse histoire du temps. Son interprétation de Jane Wilde Hawking lui vaut une nomination aux Oscars dans la catégorie meilleure actrice. Elle fait ensuite un caméo dans le dernier épisode de la troisième saison de la série américaine Girls.
Jones peut désormais s'installer à Hollywood[pourquoi ?]. Elle évolue en 2015 dans le thriller True Story, avec James Franco et Jonah Hill. Puis partage l'affiche du film d'action Collide avec son compatriote Nicholas Hoult.
L'année 2016 lui permet de capitaliser sur sa nomination. En effet, cette année se conclut sur les sorties successives de trois projets attendus : d'abord le film fantastique Quelques minutes après minuit, réalisé par Juan Antonio Bayona ; puis le troisième opus de la franchise Da Vinci Code, Inferno, toujours sous la direction de Ron Howard, où elle tient le premier rôle féminin, face à Tom Hanks. Enfin, elle incarne Jyn Erso, l'héroïne du blockbuster Rogue One: A Star Wars Story, dont les évènements se situent avant le quatrième opus de la saga Star Wars. Le film, écrit par Chris Weitz et Tony Gilroy, et réalisé par Gareth Edwards, est un succès critique et commercial.

### Vie privée
En 2013, elle s’est séparée de son petit ami de dix ans, le sculpteur Ed Fornieles (en), qu’elle avait rencontré à Oxford quand il était à la Ruskin School of Art.
En 2015, elle commence à fréquenter le réalisateur Charles Guard. Leurs fiançailles ont été annoncées en mai 2017. Le couple s’est marié en juin 2018. Ils ont accueilli leur premier enfant, un garçon en 2020. Elle était enceinte lors du tournage de Minuit dans l'univers.

## Filmographie

### Cinéma

#### Longs métrages
- 2008 : Flashbacks of a Fool de Baillie Walsh : Ruth jeune
- 2008 : Retour à Brideshead (Brideshead Revisited) de Julian Jarrold : Cordélia Flyte
- 2009 : Chéri de Stephen Frears : Edmée
- 2010 : Cemetery Junction de Stephen Merchant et Ricky Gervais : Julie
- 2010 : La Tempête (The Tempest) de Julie Taymor : Miranda
- 2010 : Soulboy de Shimmy Marcus : Mandy
- 2011 : À la folie (Like Crazy) de Drake Doremus : Anna
- 2011 : Chalet Girl de Phil Traill : Kim Matthews
- 2011 : Albatross de Niall MacCormick : Beth
- 2011 : Oh My God! de Tanya Wexler : Emily Dalrymple
- 2012 : Cheerful Weather for the Wedding de Donald Rice : Dolly Thatcham
- 2013 : Défendu (Breathe In) de Drake Doremus : Sophie
- 2013 : The Invisible Woman de Ralph Fiennes : Nelly Ternan
- 2014 : The Amazing Spider-Man : Le Destin d'un héros (The Amazing Spider-Man 2) de Marc Webb : Felicia Hardy
- 2014 : Une merveilleuse histoire du temps (Theory of Everything) de James Marsh : Jane Wilde Hawking
- 2015 : True Story de Rupert Goold : Jill Barker
- 2016 : Quelques minutes après minuit (A Monster Calls) de Juan Antonio Bayona : La mère
- 2016 : No Way Out (Collide) d'Eran Creevy : Juliette Marne
- 2016 : Inferno de Ron Howard : Dr Sienna Brooks[5]
- 2016 : Rogue One : A Star Wars Story de Gareth Edwards : Jyn Erso[8]
- 2018 : Une femme d'exception (On the Basis of Sex) de Mimi Leder : Ruth Bader Ginsburg
- 2019 : The Aeronauts de Tom Harper : Amelia Wren
- 2020 : Minuit dans l'univers (The Midnight Sky) de George Clooney : Sully
- 2020 : Dragon Rider : Sorrell (voix)[9]
- 2021 : La Dernière Lettre de son amant (The Last Letter from Your Lover) d'Augustine Frizzell : Ellie Haworth
- 2024 : The Brutalist de Brady Corbet : Erzsébet Tóth

#### Courts métrages
- 2005 : Hearing Things : Madi
- 2013 : Emily : Emily
- 2018 : Leading Lady Parts de Jessica Swale (en) : Elle-même

### Télévision

#### Séries télévisées
- 1998 - 1999 : Amandine Malabul (The Worst Witch) : Edith Aigreur (Ethel Hallow en VO)
- 2002 : Weirdsister College (en) : Edith Aigreur (Ethel Hallow en VO)
- 2003 : Servants : Grace May
- 2007 : Cape Wrath : Zoe Brogan
- 2008 : Le Journal d'Anne Frank (The Diary of Anne Frank) : Margot Frank
- 2008 : Doctor Who : Robina Redmond
- 2014 : Girls : Dot

#### Téléfilms
- 1998 : The Treasure Seekers : Alice
- 2007 : Northanger Abbey de Jon Jones : Catherine Morland
- 2011 : Page Eight de David Hare : Julianne Worricker
- 2014 : Salting the Battlefield de David Hare : Julianne Worricker

## Distinctions

### Récompenses
- 2011 : Gotham Independent Film Awards du meilleur espoir pour À la folie
- 2011 : National Board of Review Awards : Meilleur espoir pour À la folie
- Festival du film de Sundance 2011 : Prix spécial du jury pour la meilleure performance pour À la folie
- 2012 : Empire Awards : Meilleur espoir féminin pour À la folie
- 2017 : Empire Awards : Meilleure actrice dans un film de science-fiction pour Rogue One : A Star Wars Story

### Nominations
- 2011 : Denver Film Critics Society Awards : Meilleur espoir pour À la folie
- 2011 : British Independent Film Awards : Meilleure actrice dans un second rôle pour Albatross
- 2011 : Detroit Film Critics Society : Meilleure actrice pour À la folie
- 2011 : Detroit Film Critics Society : Révélation de l'année pour À la folie
- 2012 : Denver Film Critics Society : Révélation de l'année pour À la folie
- 2013 : British Independent Film Awards : Meilleure actrice pour The Invisible Woman
- 2014 : Critics' Choice Movie Award de la meilleure actrice dans Une merveilleuse histoire du temps
- 2015 : Golden Globes : Meilleure actrice pour Une merveilleuse histoire du temps[10]
- 2015 : Oscar de la meilleure actrice dans Une merveilleuse histoire du temps[11]
- 2015 : BAFTA de la meilleure actrice dans Une merveilleuse histoire du temps
- 2015 : Satellite Awards : Meilleure actrice pour Une merveilleuse histoire du temps
- 2015 : Screen Actors Guild Awards : Meilleure actrice pour Une merveilleuse histoire du temps

- 2015 : Central Ohio Film Critics Association Awards de la meilleure actrice dans Une merveilleuse histoire du temps
- 2015 : Dallas-Fort Worth Film Critics Association  de la meilleure actrice dans Une merveilleuse histoire du temps
- 2015 : Denver Film Critics Society : Meilleure actrice dans Une merveilleuse histoire du temps
- 2015 : Georgia Film Critics Society : Meilleure actrice dans Une merveilleuse histoire du temps
- 2015 : Houston Film Critics Awards Society : Meilleure actrice dans Une merveilleuse histoire du temps
- 2015 : Iowa Film Critics Association Awards : Meilleure actrice (2de place) dans Une merveilleuse histoire du temps
- 2015 : London Film Critics Circle Award : Meilleure actrice britannique dans Une merveilleuse histoire du temps
- 2015 : North Carolina Critics Award : Meilleure actrice dans Une merveilleuse histoire du temps
- 2015 : Phoenix Film Critics Society : Meilleure actrice dans Une merveilleuse histoire du temps
- 2015 : San Diego Film Critics Society : Meilleure actrice dans Une merveilleuse histoire du temps
- 2015 : St. Louis Film Critics Awards : Meilleure actrice dans Une merveilleuse histoire du temps
- 2015 : Washington DC Area Film Critics Association : Meilleure actrice dans Une merveilleuse histoire du temps
- 2015 : British Independent Film Award : Meilleure actrice dans Une merveilleuse histoire du temps
- 2015 : Australian Academy of Cinema and Television Award : Meilleure actrice dans Une merveilleuse histoire du temps
- 2016 : Detroit Film Critics Society : Meilleure actrice dans un second rôle pour Quelques minutes après minuit
- 2017 : Academy of Science Fiction, Fantasy and Horror Films : Saturn Awards de la meilleure actrice pour Rogue One : A Star Wars Story
- Golden Globes 2025 : Meilleure actrice dans un second rôle pour The Brutalist
- Oscars 2025 : Meilleure actrice dans un second rôle pour The Brutalist

## Voix francophones
En France, Noémie Orphelin et Jessica Monceau sont les voix les plus régulières de Felicity Jones